# Промыслов, Николай Владимирович
 Никола́й Влади́мирович Про́мыслов (род. 16 июля 1980 г. Москва, СССР) — российский историк, специалист по изучению истории Франции и России Нового времени, Наполеоновских войн. Кандидат исторических наук. Ректор Государственного академического университета гуманитарных наук (ГАУГН).

## Биография
В 1997 году поступил на исторический факультет Государственного академического университета гуманитарных наук, который окончил с отличием в 2002 году. Под руководством А. В. Чудинова написал и защитил дипломную работу о деятельности А. Р. Ж. Тюрго на посту интенданта Лимузена. Позднее эта работа легла в основу двух его статей.
В 2002–2005 годах учился в аспирантуре Института всеобщей истории РАН. В 2003–2007 годах преподавал историю в Московском государственном университете путей сообщения (МИИТ). В 2003 – 2009 годах работал контент-редактором электронного издательства «Кордис Медиа».
С 2009 года – научный сотрудник Института всеобщей истории РАН, где в 2012 году под научным руководством А. В. Чудинова защитил диссертацию на соискание учёной степени кандидата исторических наук «Образ России в французском общественном мнении накануне и во время Отечественно войны 1812 года».
В 2014–2016 годах работал начальником отдела координации деятельности в сфере общественных и гуманитарных наук в Федеральном агентстве научных организаций. В 2015 году получил чин советника государственной гражданской службы 3-го класса.
В 2016–2024 годах работал проректором Государственного академического университета гуманитарных наук. 31 января 2024 года назначен исполняющим обязанности ректора, а 20 февраля 2025 года избран ректором ГАУГН.

## Научные труды

### Монографии
- Промыслов Н. В. Французское общественное мнение о России накануне и во время войны 1812 года. – М.: Политическая энциклопедия, 2016. – 254 с. ISBN 978-5-8243-2088-6.
- Митрофанов А. А., Промыслов Н. В., Прусская Е. А. Россия во французской прессе периода Революции и Наполеоновских войн (1789–1814). – М.: Политическая энциклопедия, 2019. – 239 с. ISBN 978-5-8243-2321-4

### Статьи
- Образ России на страницах газеты «Монитёр» накануне войны 1812 г. // Европа. Международный альманах. Вып. 6. Тюмень, 2006. С. 64–74.
- Война 1812 года в письмах французских солдат. // Французский ежегодник 2006. Наполеон и его время. К 100-летию А.З. Манфреда (1906-1976). М., 2006. С. 219–231.
- Эммануэль Груши. // Вопросы истории. 2007. № 12 С.14–27.
- La guerre et l’armée russe à travers la correspondance des participants français de la campagne de 1812 // Annales historiques de la Révolution française n°369. 2012. P. 95–115.
- Восток в представлениях солдат Наполеона: от Египта до России // Французский ежегодник 2013. "Русская кампания" Наполеона: события, образы, память. М., 2013. С. 127–143 (в соавторстве с Е. А. Прусской).
- Воспоминания о Польше и Литве солдат Великой армии // Французский ежегодник 2013. "Русская кампания" Наполеона: события, образы, память. М., 2013. С. 272–288 (в соавторстве с Ю. Л. Михайловой).
- The Image of Russia in French Public Opinion, 1811–12 // Kritika: Explorations in Russian and Eurasian History. 2014. Vol. 15. N 2 (Spring). P. 235–62.
- «Русская угроза» во французской прессе конца XVIII – начала XIX вв. // Французский ежегодник 2015: К 225-летию Французской революции. М., 2015. C. 343–391 (в соавторстве с Е. А. Прусской и А. А. Митрофановым).
- Les informations des services de renseignement français sur les gouvernements baltiques de l’Empire russe en 1812. D’après les documents des archives de l’armée de Terre de la France // Annales historiques de la Révolution française. 2017. N 390 (4). P. 155–174 (в соавторстве с Ю. Л. Михайловой).